# Юусо Гямяляйнен
Юусо Гямяляйнен (фін. Juuso Hämäläinen, нар. 8 грудня 1993, Райсіо, Фінляндія) — фінський футболіст, центральний захисник клубу «Інтер» (Турку).

## Ігрова кар'єра

### Клубна
Юусо Гямяляйнен є вихованцем клубу «Інтер» (Турку), де починав грати на молодіжному рівні. З 2013 року Юусо став гравцем основи, провів у клубі три сезони та дебютував у матчах єврокубків.
У 2016 році Гямяляйнен перейшов до клубу РоПС з Рованіємі, у складі якого провів чотири гри у Лізі Європи. За три сезони у РоПС Гямяляйнен також зіграв 84 матчі. Та на початку 2019 року футболіст як вільний агент повернувся до свого рідного клуба - «Інтера». З клубом з Турку захисник у 2019 році посів друге місце у чемпіонаті Фінляндії.

### Збірна
У 2013 році Юусо Гямяляйнен провів одну гру у складі молодіжної збірної Фінляндії.

## Титули
- Віце-чемпіон Фінляндії: 2019
- Фіналіст Кубка Фінляндії: 2020, 2022
- Володар Кубка фінської ліги: 2024, 2025